# Питър Понд (езеро)
Езерото Питър Понд (на английски: Peter Pond Lake) е 6-о по големина езеро в провинция Саскачеван. Площта му, заедно с островите в него е 778 км2, която му отрежда 52-ро място сред езерата на Канада. Площта само на водното огледало без островите е 777 км2. Надморската височина на водата е 421 м.
Езерото се намира в западната част на провинция Саскачеван. Дължината му от северозапад на югоизток е 60 км, а максималната му ширина – 22 км. От дълбоко врязан в езерото полуостров то се дели на две обособени части – северозападна, около 2/3 и югоизточна, около 1/3. Обемът на водната маса е 10,6 км3. Средна дълбочина 13,7 м, а максимална – 24 м. От ноември до май езерото е покрито с дебела ледена кора, като средногодишното колебание на водната повърхност е от порядъка на ±0,5 м.
Питър Понд има слабо разчленена брегова линия с дължина от 124 км, без заливи и само два острова (Казан и Чартър) с площ от 1 км2.
Площта на водосборния му басейн е 9713 km2, като в езерото се вливат множество малки реки, най-големи от които са Дилън (вливаща се от юг) и Мети (от северозапад). В източната част на езерото, чрез протока Кисис Чанъл се свързва с езерото Чърчил, което се намира на същата надморска височина като Питър Понд.
На западното крайбрежие на езерото се намира селището Мишел Вилидж, а на южното – Дилън. Покрай целия североизточан бряг на Питър Понд преминава провинциално шосе № 155, а покрай част от югозападното – шосе № 925.
Езерото е открито през 1770-те години от трапери и търговци на ценни животински кожи, служители на „Компанията Хъдсънов залив“ и е наименувано Бъфало. По късно е преименувано в чест на канадския пътешественик, топограф и картограф на „Компанията Хъдсънов залив“ Питър Понд, който му извършва първото топографско заснемане и картографиране.